# VfL Bochum II
El VfL Bochum II, conocido como VfL Bochum Amateure o VfL Bochum U-23, es un equipo de fútbol de Alemania que juega en la Regionalliga West, una de las ligas regionales que conforman la cuarta división de fútbol del país.

## Historia
Fue fundado en el año 1973 en la ciudad de Bochum como un equipo filial del VfL Bochum, conformado principalmente por jugadores entre 18 y 25 años, junto a algunos jugadores de mayor edad para en algún momento formar parte del primer equipo, por lo que el equipo filial no puede formar parte de la Bundesliga, aunque sí puede jugar en la Copa de Alemania.
Sus primeros años los pasaron en la quinta categoría hasta que en 1982 llegaron a jugar en la Oberliga Westfalen. Pasaron en la liga de manera ininterrumpida hasta que descienden a la Versbandsliga en 1999.
En 1997 regresan a la Oberliga Westfalen, logrando el ascenso a la Regionalliga West/Südwest en 1999 en la que descendieron tras una temporada, pasando a jugar en la Oberliga Westfalen hasta que regresaron a la Regionalliga en 2008.
Ese año pasaron a jugar en la Regionalliga West, liga en la que usualmente estuvieron en los puestos inferiores de la clasificación hasta 2014.
En marzo de 2015 se anunció que el VfL Bochum desaparecería a su equipo filial al finalizar la temporada 2014/15 para concentrarse en la formación de jugadores en las categorías menores.
El club fue reintegrado en la Oberliga Westfalen luego de que la Westphalian Football and Athletics Association (FLVW) decidiera que eso pasara en la temporada 2024/25. La decisión fue confirmada por el juzgado de asociaciones deportivas. En esa temporada logró el ascenso a la Regionalliga West luego de terminar en segundo lugar.

## Copa de Alemania
El club participó en dos ocasiones en la Copa de Alemania: la primera de ellas en la temporada 1984/85 donde fue eliminado en la segunda ronda por el VfB Stuttgart, y en la temporada 2005/06 donde fueron eliminados en la primera ronda por el Erzgebirge Aue.

## Estadio
El VfL Bochum II jugaba sus partidos de local en el Lohrheide-Stadion en Bochum-Wattenscheid, con capacidad para más de 16000 espectadores.

## Palmarés
- Landesliga Westfalen: 1

1975
- Verbandsliga Westfalen: 1

1982
- Oberliga Westfalen: 1

1999

## Entrenadores
- Klaus Hilpert (1975-1976)
- Helmut Horsch (1985-1986)
- Bernard Dietz (1994-2001)
- Manfred Wölpper (2001-2006)
- Jürgen Heipertz (2006)
- Sascha Lewandowski (2006)
- Nicolas Michaty (2007-2011)
- Iraklis Metaxas (2011-2013)
- Dariusz Wosz (2013-2014)
- Thomas Reis (2014-2015)
- Dimitrios Grammozis (2015-)